# Kroppefjäll

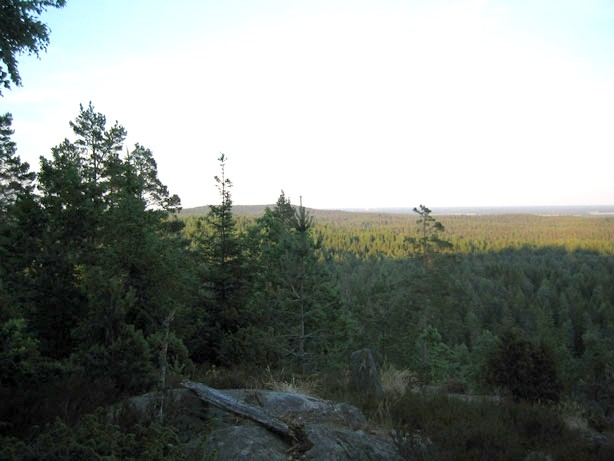
Kroppefjäll

Kroppefjäll is een natuurreservaat in Zweden en tevens Zwedens meest zuidelijke fjäll.
Het ligt tussen het dorp Ed en Mellerud. Het is eigenlijk geen berglandschap maar een hoger gelegen plateau, gevormd door de gletsjers tijdens de ijstijden. Aan de oostkant loopt de Kroppefjäll steil af naar het gebied langs het grote Vänermeer. In dit natuurgebied komt de wolf ook nog voor.